# 和歌山信愛大学
和歌山信愛大学（わかやましんあいだいがく、英語: Wakayama Shin-ai University）は、和歌山県和歌山市住吉町に本部を置く私立大学である。

## 概要
2019年4月、和歌山市立本町小学校の跡地を利用して、教育と保育に特化した男女共学、4年制の単科大学（教育学部）のみとして開校した。具体的には小学校教諭、幼稚園教諭、保育士の育成を目指す。ショファイユの幼きイエズス修道会の下で運営されている。
開学は和歌山市の働き掛けによる。市は県内の高校生らにアンケートを実施するなどして、需要が高い教育内容と判断した。初年度は定員80人に対して113人が受験し、83人が入学した。

## 沿革
- 1877年 - 兵庫県宝塚市仁川にて「ショファイユの幼きイエズス修道会」日本管区創設。
- 1884年 - 「ショファイユの幼きイエズス修道会」が教育事業を創設し、前身の信愛女学校を開設。
- 1946年 - 桜映女学校設立。和歌山女子学院（専攻科）設立。
- 1947年 - 和歌山女子専門学校設立認可（英文科、経済科）。
- 1951年 - 学校法人和歌山女子短期大学に組織変更ならびに設置認可。和歌山女子専門学校廃止認可。
- 1955年 - 和歌山信愛女子短期大学と学名変更。
- 2013年 - 法人名を学校法人和歌山女子短期大学から学校法人和歌山信愛女学院に変更。
- 2016年12月 - 和歌山市と学校法人和歌山信愛女学院が開学に向けて連携するための基本協定を締結。
- 2019年 4月 - 和歌山信愛大学開学（教育学部子ども教育学科）。

## 学部
- 教育学部
  - 子ども教育学科

## 設置者が同じ学校
- 和歌山信愛短期大学
- 和歌山信愛中学校・高等学校
- 和歌山信愛幼稚園